# Alec Jeffreys
Sir Alec John Jeffreys (n. 9 ianuarie 1950, Oxford, Anglia, Regatul Unit) este un genetician britanic, care a inventat amprentarea ADN, metodă care este folosită în prezent în toată lumea în știința medico-legală (în munca detectivilor, în testele de paternitate și disputelor legate de imigrări).
El este profesor de genetică la Universitatea Leicester, și a devenit cetățean de onoare al orașului Leicester în 26 noiembrie 1992.  
În 1994 a primit titlul de cavaler al Imperiului Britanic pentru rezultatele sale din știință.